# Slaget vid Aquae Sextiae
Slaget vid Aquae Sextiae (idag Aix-en-Provence) var ett slag mellan Romerska republiken och de germanska teutonerna år 102 f.Kr., under Cimbrerkriget.

## Historik

### Prolog till slaget
Efter germanstammarnas stora seger mot romarna i slaget vid Arusio (Orange), där minst 80 000 romare lär ha stupat, gick cimbrerna i riktning mot den iberiska halvön, medan teutonerna stannade i Gallien. Det gav möjlighet för Caius Marius, konsul i Rom och den som hade tagit över ledningen av armén efter det katastrofala nederlaget vid Arusio, möjlighet att slå varje stam för sig. Marius ställde upp en armé som till stor del bestod av hans veteraner från krigen mot Jugurtha i Nordafrika och marscherade mot teutonerna.

### Slaget

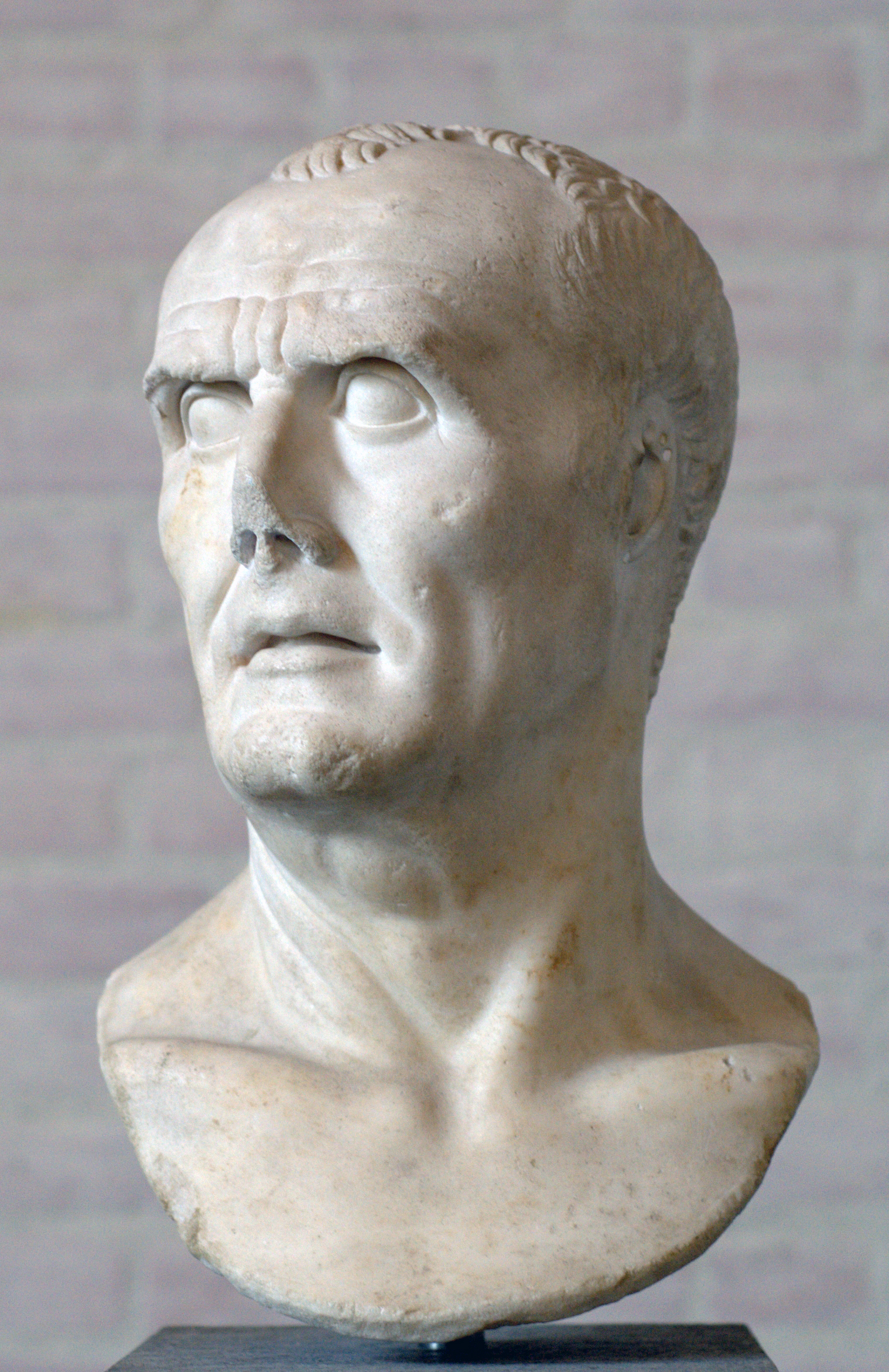
Caius Marius ledde de romerska styrkorna.

Marius legioner, som med stödtrupper räknade cirka 50 000 man, marscherade för att möta cimbrernas allierade, teutonerna. Teutonerna hade cirka 70 000 man, och dessutom 35 000 allierade ambroner, men Marius ställning låg på en befäst kulle, vilket gjorde att ambronernas dumdristiga anfall förvandlades till ett blodbad och i stort sett alla ambroner dödades. Marius placerade därefter en mindre styrka på 3 000 man i en gömd ställning vid flanken, vilket gjorde att romarna kunde falla teutonerna i ryggen när de anföll. 
Teutonerna kämpade med stor tapperhet, men när 20 000 man hade fallit tillfångatogs resten av stammen – däribland dess kung Teutobodus. Slagfältet blev så genomdränkt av blod att det bar exempellöst rik skörd året därpå, och Plinius berättar att invånarna i det närbelägna Massilia inhägnade sina vingårdar med teutonernas vitnade ben.

### Epilog
I stort sett hela teutoner- och ambronerstammarna utplånades vid slaget, där minst 100 000 germaner stupade eller tillfångatogs. De germanska kvinnorna ströp sig själva hellre än att låta sig tillfångatas. Däremot var romarnas förluster låga, förmodligen mindre än 1 000 man. Segern gjorde att Marius med ryggen fri kunde slå cimbrerna vid Vercellae året därpå.